# Cinéma Nova
Ne doit pas être confondu avec Cinema Novo.
Le Cinéma Nova est une salle de cinéma bruxelloise.

## Historique
Le cinéma, ouvert en janvier 1997 comme un projet éphémère,, est animé par un collectif majoritairement bénévole.
Il est situé rue d'Arenberg dans les murs de l'ancien Cinéma Arenberg qui avait été contraint par le propriétaire des lieux de déménager en 1987.
Le Cinéma Nova a reçu le Prix Coq de la Communauté française de Belgique de l'exploitation en 1999.

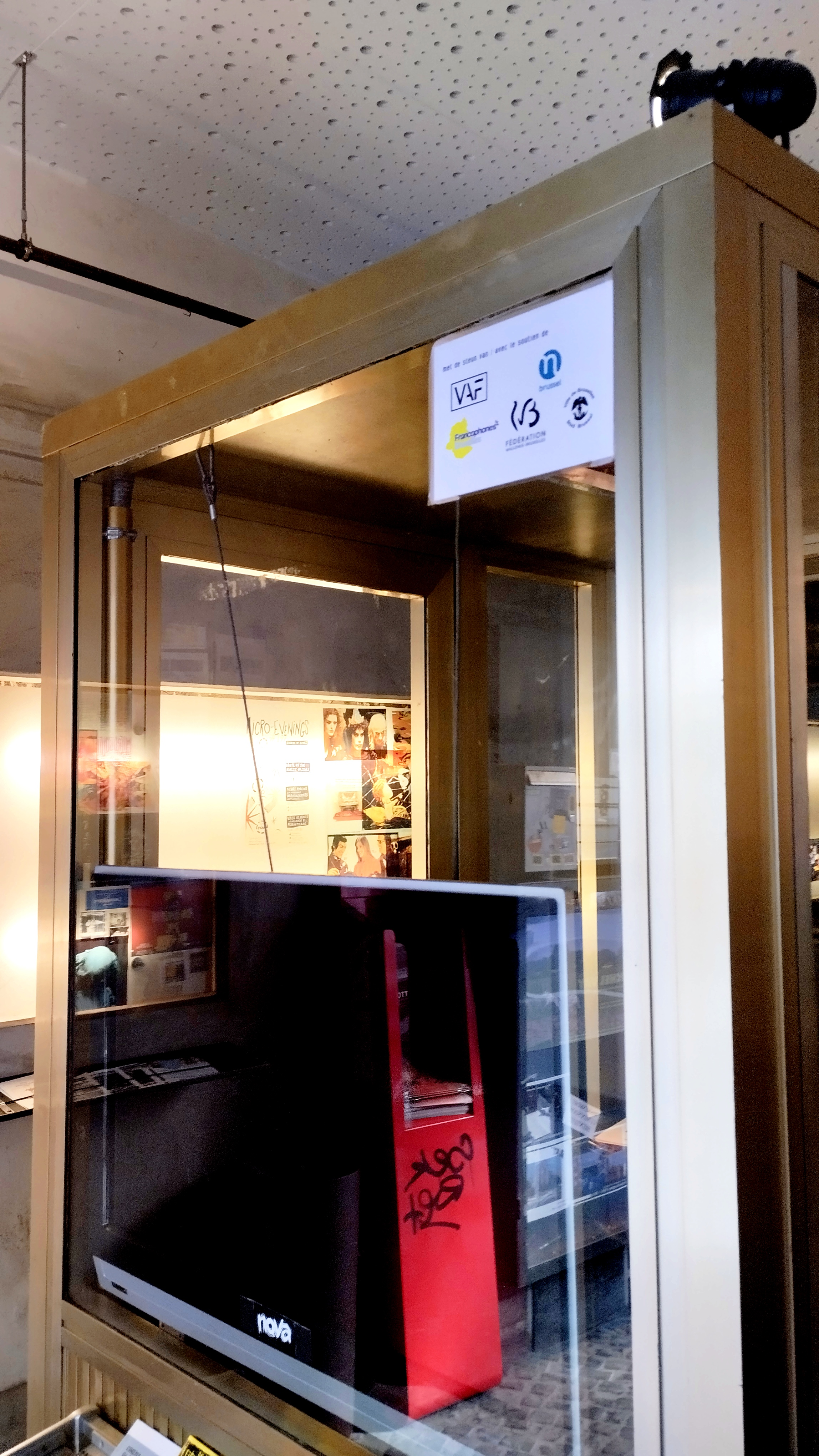
Billetterie du Nova, à l'entrée de la salle.

La salle est subventionnée, entre autres par la Communauté française Wallonie-Bruxelles à hauteur de 90 000 euros par an entre 2023 et 2026. 
En 2023, le cinéma lance un appel de fonds dans le but de rester dans la même salle, dont le loyer augmente à la fin du bail. L'initiative est soutenue notamment par les cinéastes Boris Lehman et Avi Mograbi.

## Particularités

### Programmation
Le Cinéma Nova présente essentiellement des films contemporains et indépendants non distribués en Belgique. Sa programmation s'articule notamment autour de cycles et modules thématiques aux approches variées, comme : la culture berbère, le traitement médiatique des guerres en ex-Yougoslavie, le free jazz, les alternatives à la psychiatrie, les hallucinogènes et leurs usages, la prison, les révolutions, le carnaval,, la folie, la naissance , l'art brut, etc.. 
À côté de ces programmations, le Nova accueille et coproduit des festivals, tels Offscreen, Pink Screens. Il organise, certains étés depuis 1998, un festival itinérant et gratuit, abordant des questions urbaines.
En 2002, le cinéma Nova est identifié par Annick de Ville et Guido Minne comme un lieu de la culture urbaine à Bruxelles. 
En 2003, le cinéma Nova est répertorié par le journaliste, écrivain et collectionneur américain Jack Stevenson comme l'un des dix meilleurs cinémas au monde.
Le journaliste belge de cinéma Louis Danvers compare le cinéma Nova aux expériences collectives de mai 68.

### Rencontres
Le Nova est à l'origine de plusieurs rencontres internationales qu'il a accueillies, comme la rencontre des télévisions alternatives (2001) dont est issu le Journal international des quartiers, la rencontre des laboratoires de développement cinématographique indépendants (2005) qui donna naissance au réseau international Filmlabs, ou encore les rencontres européennes des salles de cinéma indépendantes, en 2010 en partenariat avec le Festival International du Film de Rotterdam. La quarantaine d'invités créèrent dans la foulée le réseau informel européen Kino Climates dont quatre rencontres ont eu lieu au Nova même, en 2012, 2017, 2021et 2023[source insuffisante].

### Salle
Le Nova est doté d'une salle de 200 places avec balcon et d'un foyer en sous-sol qui accueille occasionnellement des expositions. L'esthétique du cinéma surprend à la première visite. Certains considèrent qu'elle laisse à désirer et que les fauteuils de cinéma y sont « grinçants et peu confortables ». Pour les Cahiers du cinéma qui lui consacrent une double page en 2002, « Le Nova est exactement le genre d'endroit qui manque à Paris. Une salle de cinéma indépendant à tout : aux règles, aux états comme au temps (…)  ». L'état de la salle (murs bruts et dépouillés) est en effet partiellement resté tel que les fondateurs du Nova l'ont trouvé en 1997, une manière de garder les traces du passé et de raconter l'histoire de ce cinéma, exemplaire de l'apparition et de la disparition de nombreuses salles à Bruxelles.
Selon Isabel Biver, cette réhabilitation d'un ancien lieu de spectacle voué à la démolition, est ensuite devenue une référence de ce que pourrait être le futur de salles de cinéma en Europe, « valorisant l’expérience sociale, artistique et participative, et mettant en place des nouveaux modèles de coopération avec des quartiers »

### Exposition et édition
Le Nova a organisé en 2021, en collaboration avec le Millennium Iconoclast Museum of Art une exposition, The ABC of Porn Cinema, retraçant quatre décennies d’activité de la salle de cinéma ABC, ainsi que la censure de l'époque,,.

## Accès
| ___ | Ce site est desservi par la station de métro : Gare Centrale. |

| ___ | Ce site est desservi par la station de métro : De Brouckère. |